# HMS Enterprise (1864)
53°10′50″ пн. ш. 4°27′57″ зх. д. / 53.1805° пн. ш. 4.4659° зх. д.

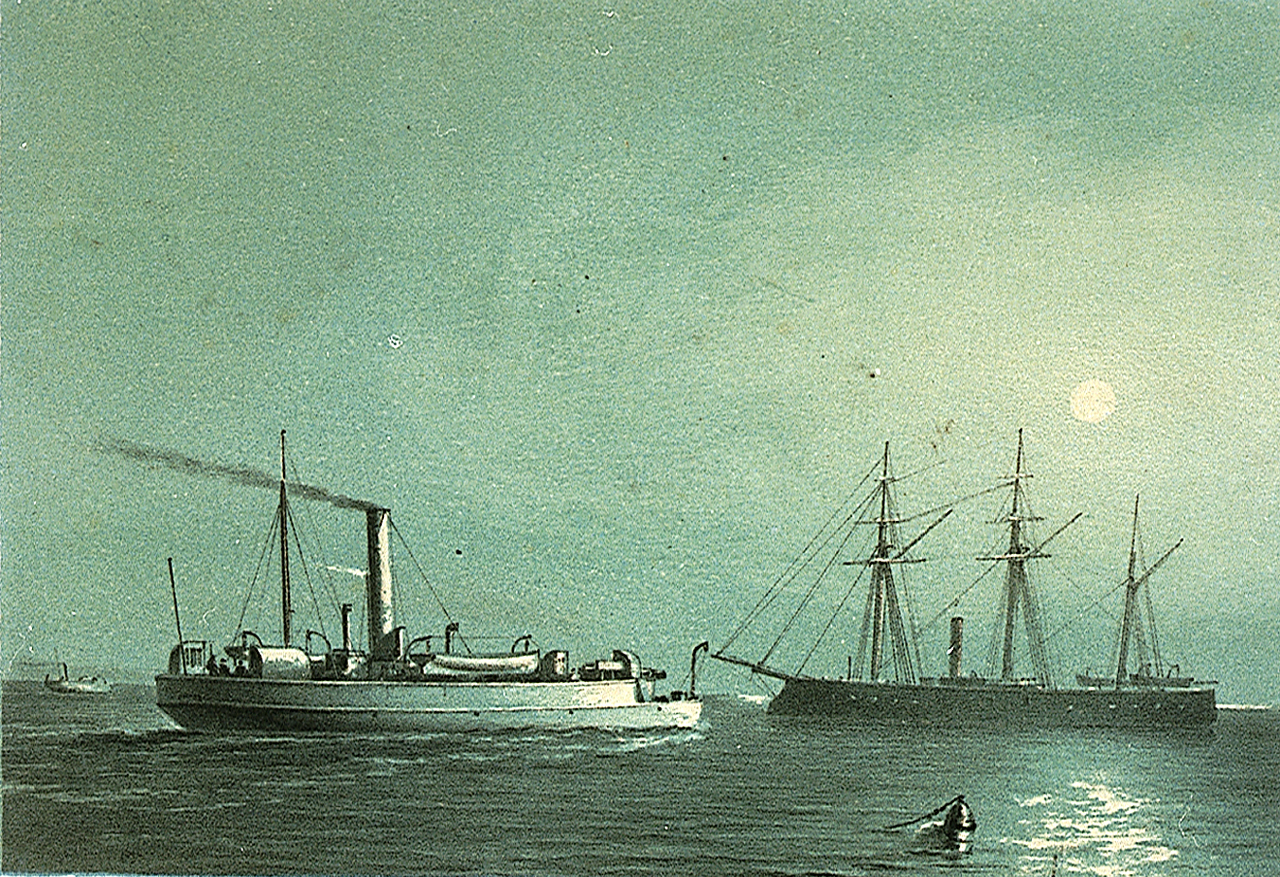
HMS Enterprise на картині (справа, на задньому плані)

Сьомий корабель з ім'ям HMS Enterprise Королівського флоту був броненосним шлюпом, спущеним на воду 1864 на верфі в Депфорді. Корабель був закладений як деревяний  гвинтовий шлюп типу Camelion.  Але проєкт було змінено Едвардом Рідом, а корабель був завершений як броненосець з центральною батареєю. Корабель служив переважно у складі Середземноморського флоту. Повернувся до метрополії 1871 року, де був виведений в резерв. Enterprise був проданий для утилізації в 1885 році.